# FC Bayern München in het seizoen 2018/19
Dit artikel beschrijft de prestaties van de Duitse voetbalclub FC Bayern München in het seizoen 2018-2019.

## Spelerskern
| Nr.           | Naam               | Nationaliteit | Geboortedatum | Vorige club         |
| ------------- | ------------------ | ------------- | ------------- | ------------------- |
| Keepers       |                    |               |               |                     |
| 1             | Manuel Neuer       | Duitsland     | 19-03-1986    | FC Schalke 04       |
| 26            | Sven Ulreich       | Duitsland     | 03-08-1988    | VfB Stuttgart       |
| 36            | Christian Früchtl  | Duitsland     | 28-01-2000    | /                   |
| Verdedigers   |                    |               |               |                     |
| 4             | Niklas Süle        | Duitsland     | 03-09-1995    | Hoffenheim          |
| 5             | Mats Hummels       | Duitsland     | 16-12-1988    | Borussia Dortmund   |
| 13            | Rafinha            | Brazilië      | 07-09-1985    | Genoa               |
| 14            | Juan Bernat        | Spanje        | 01-03-1993    | Valencia            |
| 17            | Jérôme Boateng     | Duitsland     | 03-09-1988    | Manchester City     |
| 27            | David Alaba        | Oostenrijk    | 24-06-1992    | Hoffenheim          |
| 32            | Joshua Kimmich     | Duitsland     | 08-02-1995    | RB Leipzig          |
| Middenvelders |                    |               |               |                     |
| 6             | Thiago             | Spanje        | 11-04-1991    | FC Barcelona        |
| 8             | Javi Martínez      | Spanje        | 02-09-1988    | Athletic Bilbao     |
| 11            | James Rodríguez    | Colombia      | 12-07-1991    | Real Madrid         |
| 18            | Leon Goretzka      | Duitsland     | 06-02-1995    | Schalke 04          |
| 19            | Sebastian Rudy     | Duitsland     | 28-02-1990    | Hoffenheim          |
| 23            | Arturo Vidal       | Chili         | 27-05-1987    | Juventus            |
| 24            | Corentin Tolisso   | Frankrijk     | 03-08-1994    | Olympique Lyon      |
| 32            | Renato Sanches     | Portugal      | 18-08-1997    | Swansea City        |
| Aanvallers    |                    |               |               |                     |
| 2             | Sandro Wagner      | Duitsland     | 29-11-1987    | Hoffenheim          |
| 7             | Franck Ribéry      | Frankrijk     | 07-04-1983    | Olympique Marseille |
| 9             | Robert Lewandowski | Polen         | 21-08-1988    | Borussia Dortmund   |
| 10            | Arjen Robben       | Nederland     | 23-01-1984    | Real Madrid         |
| 22            | Serge Gnabry       | Duitsland     | 14-07-1995    | Hoffenheim          |
| 25            | Thomas Müller      | Duitsland     | 13-09-1989    | /                   |
| 29            | Kingsley Coman     | Frankrijk     | 13-06-1996    | Juventus            |

- = Aanvoerder

### Technische staf
|                 |                   |               |           |
| Functie         | Naam              | Nationaliteit | Opmerking |
| Coach           | Niko Kovač (foto) | Kroatië       |           |
| Assistent-coach | Robert Kovač      | Kroatië       |           |
| Keeperstrainer  | Toni Tapalović    | Duitsland     |           |
| Conditietrainer | Holger Broich     | Duitsland     |           |

## Transfers

### Zomer
| Naam              | Nationaliteit     | Van/naar          | Type           |
| ----------------- | ----------------- | ----------------- | -------------- |
| Inkomend          |                   |                   |                |
| Leon Goretzka     | Duitsland         | Schalke 04        | Transfervrij   |
| Douglas Costa     | Brazilië          | Juventus          | Einde huur     |
| Renato Sanches    | Portugal          | Swansea City      | Einde huur     |
| Serge Gnabry      | Duitsland         | Hoffenheim        | Einde huur     |
| TOTAAL UITGAVEN:  | TOTAAL UITGAVEN:  | TOTAAL UITGAVEN:  | € 0            |
| Uitgaand          |                   |                   |                |
| Douglas Costa     | Brazilië          | Juventus          | € 40.000.000   |
| Fabian Benko      | Duitsland         | LASK Linz         | Transfervrij   |
| Nicklas Dorsch    | Duitsland         | 1. FC Heidenheim  | Transfervrij   |
| Felix Götze       | Duitsland         | FC Augsburg       | Transfervrij   |
| Tom Starke        | Duitsland         |                   | Einde carrière |
| TOTAAL INKOMSTEN: | TOTAAL INKOMSTEN: | TOTAAL INKOMSTEN: | € 40.000.000   |

## DFL-Supercup
| Wedstrijddetails                                   | Thuisploeg          | Uitslag | Uitploeg       | Opstelling | Kaarten |
| -------------------------------------------------- | ------------------- | ------- | -------------- | ---------- | ------- |
| DFL-Supercup                                       |                     |         |                |            |         |
| 12 augustus 2018 20:30 Commerzbank-Arena Frankfurt | Eintracht Frankfurt | -       | Bayern München |            |         |
| 12 augustus 2018 20:30 Commerzbank-Arena Frankfurt |                     |         |                |            |         |

## Afbeeldingen

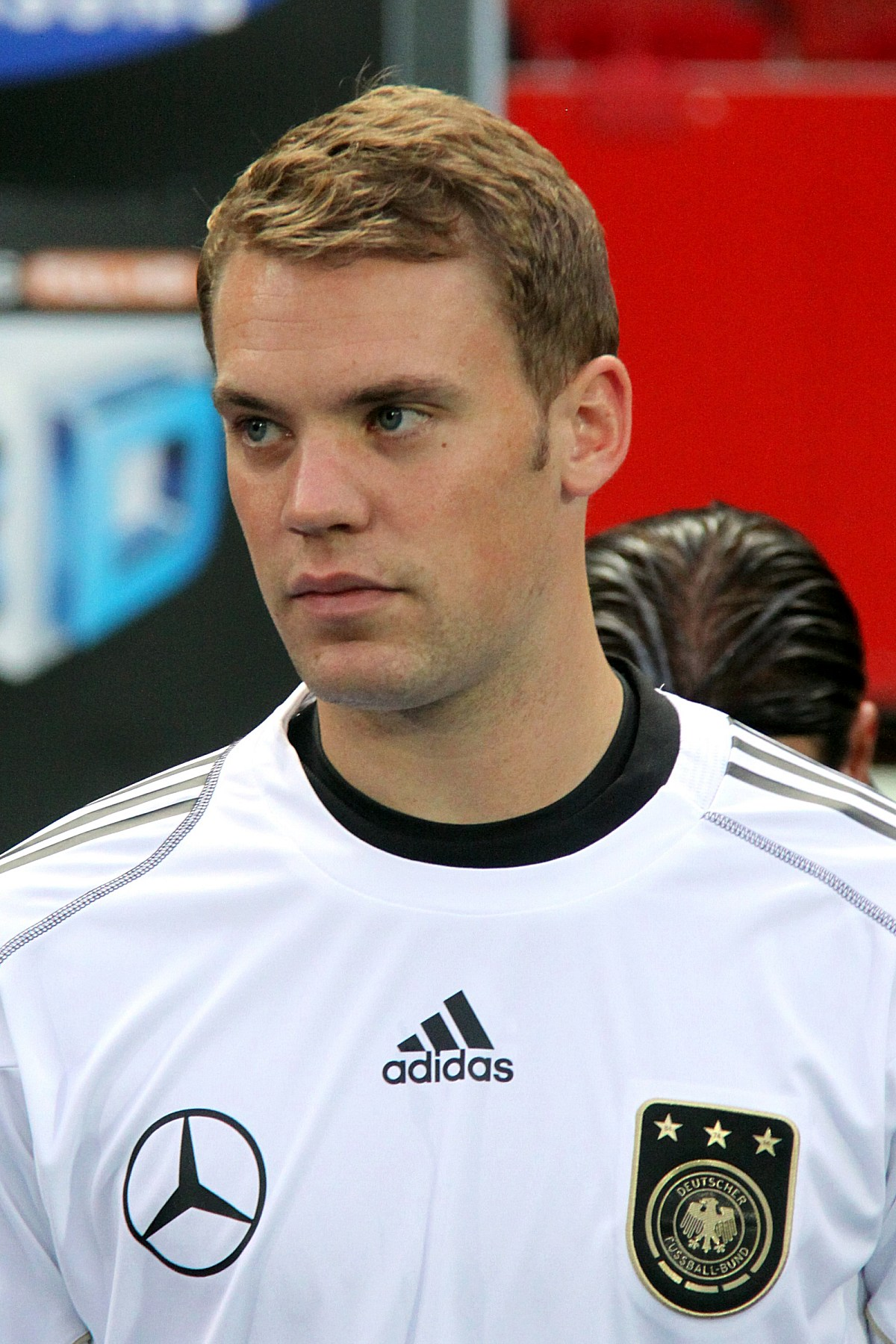
Manuel Neuer (doelman)
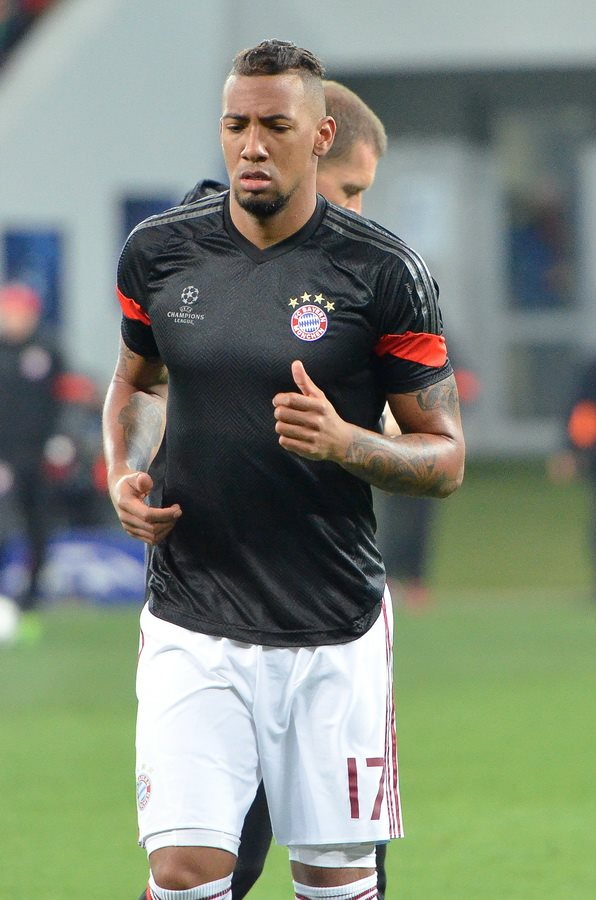
Jérôme Boateng (verdediger)
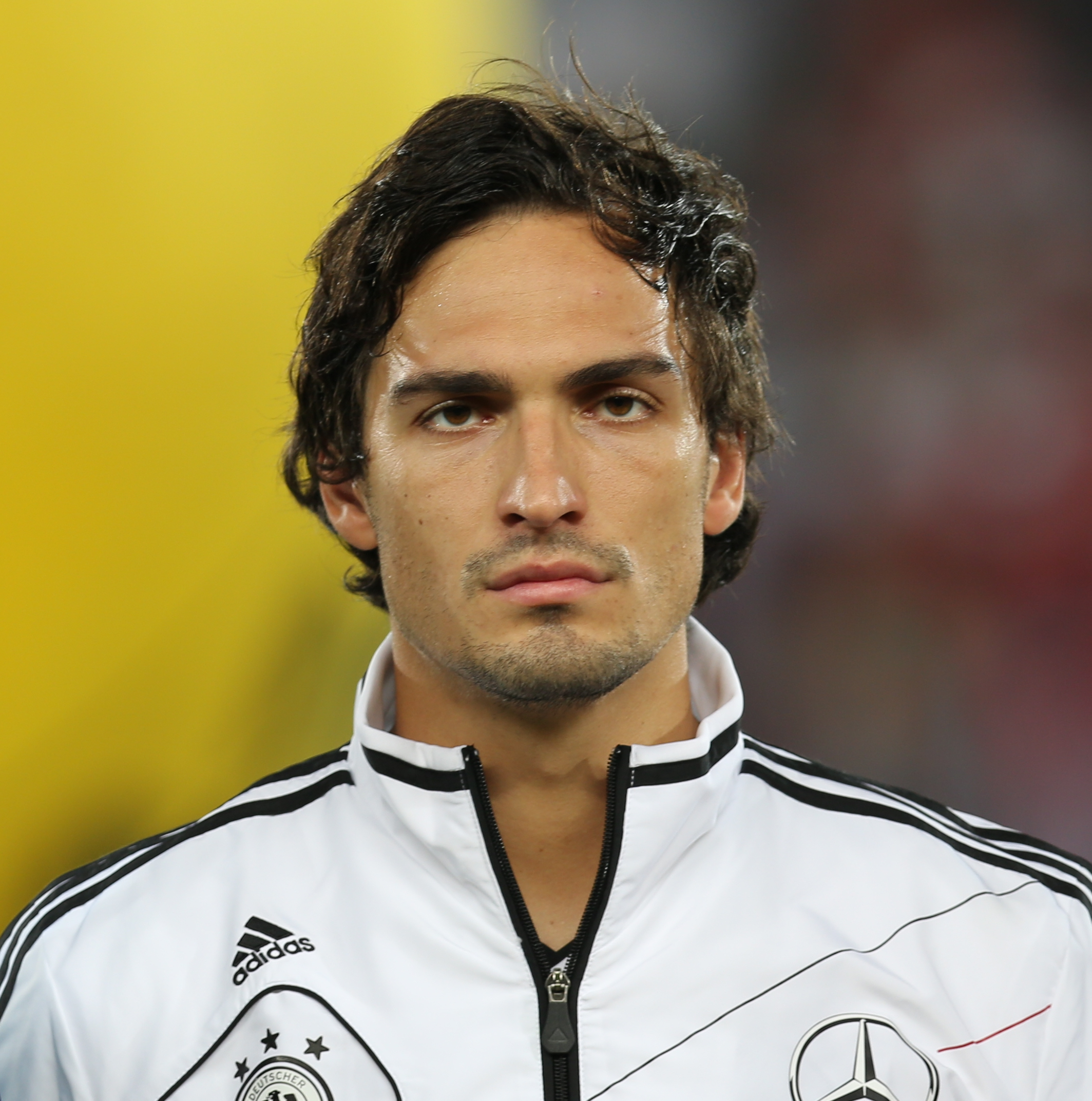
Mats Hummels (verdediger)
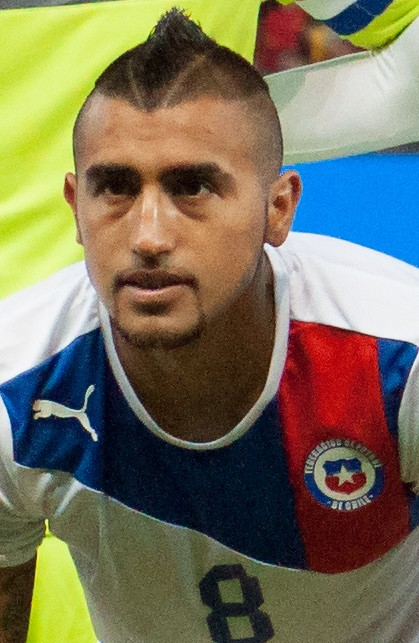
Arturo Vidal (middenvelder)
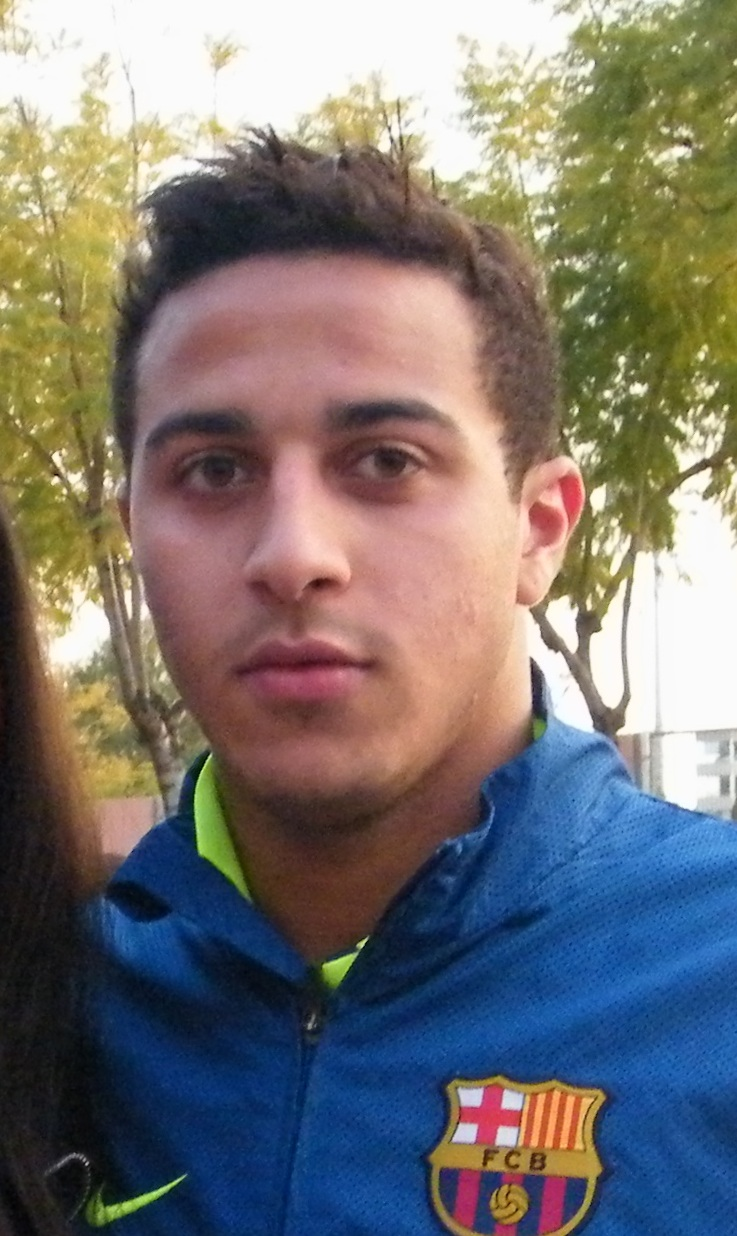
Thiago (middenvelder)
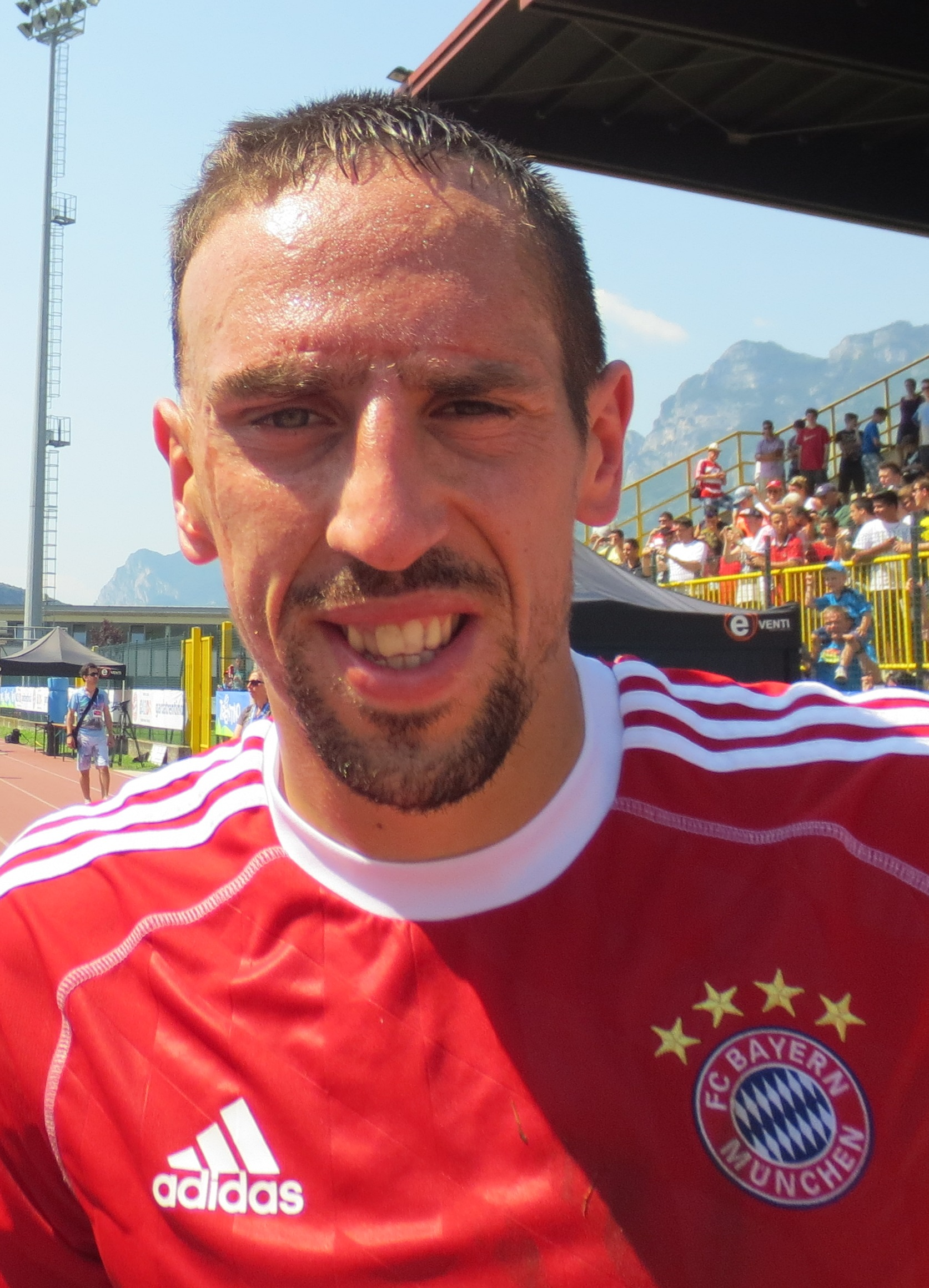
Franck Ribéry (aanvaller)
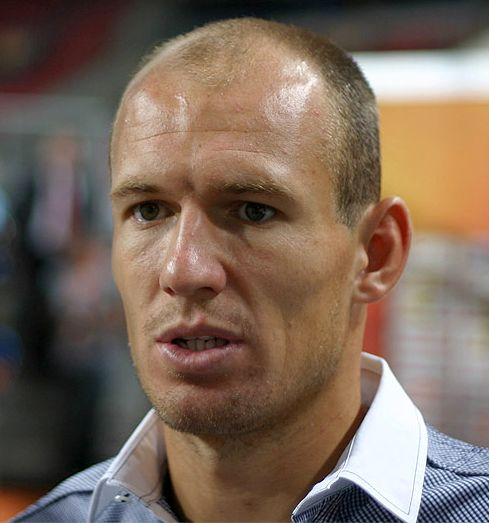
Arjen Robben (aanvaller)
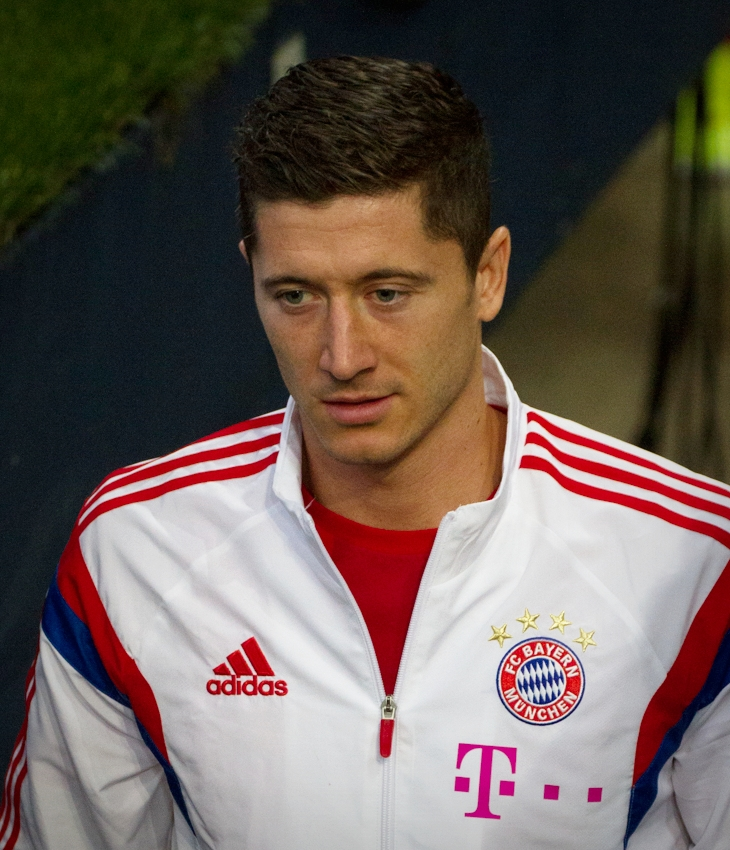
Robert Lewandowski (aanvaller)